# The Package
The Package è un film direct-to-video del 2013 diretto da Jesse V. Johnson con protagonisti Dolph Lundgren e Steve Austin, per la seconda volta insieme in un film dopo I mercenari - The Expendables (2010), scritto e diretto da Sylvester Stallone.
(Tagline del film)

## Trama
Tommy Wick è un picchiatore che recupera crediti per un boss della mafia di Seattle.  Questi un giorno gli ordina di consegnare un misterioso pacchetto ad un signore del crimine internazionale conosciuto come "il Tedesco".  Tommy accetta perché il boss gli promette di cancellare il debito che suo fratello, attualmente detenuto, ha contratto con lui.
Partito in missione, Tommy dovrà affrontare una serie di scontri mortali con i componenti di gang rivali, interessati a impadronirsi del pacchetto.  Giunto al cospetto del destinatario, Tommy scoprirà che è lui stesso il vero prezioso "pacchetto", in quanto portatore di un rarissimo gruppo sanguigno, di cui il Tedesco ha disperata necessità.  
Le riprese sono state effettuate in Canada, nelle città di Vancouver e Abbotsford, nel periodo dal 14 febbraio al 5 marzo 2012.

## Promozione
Il primo trailer viene distribuito online il 14 dicembre 2012.

## Distribuzione
Il film viene distribuito direttamente nel mercato direct-to-video statunitense a partire dal 19 febbraio 2013.